# Jochna
Jochna (ryska: Ёхна) är ett vattendrag i Belarus.   Det ligger i voblasten Minsks voblast, i den centrala delen av landet, 130 km söder om huvudstaden Minsk.
Omgivningarna runt Jochna är en mosaik av jordbruksmark och naturlig växtlighet. Runt Jochna är det ganska glesbefolkat, med 22 invånare per kvadratkilometer.